# Блус (ръгби)
Блус (на английски: Auckland Blues) е новозеландски ръгби клуб, базиран в Оукланд, Нова Зеландия.
Представя ръгби съюзите на Нортланд, Оукланд и Норт Харбур, печелейки 3 пъти турнира Super 14 - през 1996, 1997 и 2003.
Домашният стадион на Блус е „Едън Парк“ в Оукланд с капацитет 47 500 места. Треньор на тима е Пат Лам, а капитан - Кеъм Мааламу.